# Пятковское сельское поселение (Тюменская область)
Пятковское се́льское поселе́ние — муниципальное образование в Упоровском районе Тюменской области Российской Федерации.
Административный центр — село Пятково.

## История
Статус и границы сельского поселения установлены Законом Тюменской области от 5 ноября 2004 года № 263 «Об установлении границ муниципальных образований Тюменской области и наделении их статусом муниципального района, городского округа и сельского поселения».

## Население
| 2010  | 2011  | 2012  | 2013  | 2014  | 2015  | 2016  |
| ----- | ----- | ----- | ----- | ----- | ----- | ----- |
| 1545  | ↗1546 | ↘1539 | ↘1538 | ↘1511 | ↘1508 | ↘1496 |
| 2017  | 2018  | 2019  | 2020  | 2021  |       |       |
| ↗1498 | ↘1474 | ↘1451 | ↘1443 | ↘1413 |       |       |

## Состав сельского поселения
| № | Населённый пункт | Тип населённого пункта       | Население |
| - | ---------------- | ---------------------------- | --------- |
| 1 | Киселево         | село                         | 252       |
| 2 | Пятково          | село, административный центр | 1293      |